# われに撃つ用意あり
『われに撃つ用意あり』（われにうつよういあり）は、1990年11月17日公開の日本映画。監督は若松孝二。松竹と若松プロダクションが共同製作し、松竹の配給により公開された。カラー、ビスタ。上映時間106分。

## 概要
新宿の歌舞伎町が舞台のハードボイルドアクション。佐々木譲の小説『真夜中の遠い彼方』を原作とし、原田芳雄と桃井かおりが主演、香港からはルー・シュウリンが出演している。

## ストーリー
1990年、華僑でベトナム難民のメイランは、タイで買った偽造パスポートで日本に入国し、新宿・歌舞伎町の喫茶店で働いていた。地元のヤクザ桜道会にオーバーステイの弱みを握られ、風俗に売られかけるメイラン。組長にレイプされる寸前、メイランは、組長の拳銃で彼を射殺し逃げ出した。その際に、桜道会の犯罪現場を隠し撮りしたビデオを持ち出したと疑われ、ヤクザに追われるメイラン。
歌舞伎町でバーを営む郷田克彦は、店じまいを決め、お別れパーティーの用意をしていた。そこへ逃げ込むメイラン。怪我をしたメイランを黙って匿う克彦。パーティーに集まって来た常連たちは、20年前に学生運動で克彦と共に機動隊と渡り合った全共闘だった。
メイランは、タイに行くためのパスポートを手配していた。彼女の兄はベトナム軍の脱走兵で、2日後にタイの難民キャンプからベトナムに強制送還される。メイランは兄を助ける保釈金を持って、明日にもタイに飛ぶ必要があったのだ。偽造パスポートを受け取りに、克彦の店を抜け出すメイラン。後を追った克彦は、ヤクザに追われるメイランを助け、国外脱出を手助けすると決めた。だが、ヤクザは克彦の店を襲い、メイランを連れ去った。
組長殺害の件を追う新宿署の有本刑事は、犯人が外国籍の女性らしいとの情報を掴んだ。克彦は、恋人だった律子たちの手を借り、銃撃戦の末にメイランを取り返した。その行く手に立ち塞がる有本刑事。メイランを空港へ向かわせるために、克彦は銃を手に、刑事たちの前に立ち塞がるのだった。

## スタッフ
- 企画・製作：若松孝二
- プロデューサー：清水一夫
- 原作：佐々木譲「真夜中の遠い彼方」（集英社文庫）
  - （1996年に「新宿のありふれた夜」と改題し再発売）
- 脚本：丸内敏治
- 音楽：梅津和時
- 撮影：伊東英男、田中一成、佐久間栄一
  - 撮影助手：新妻宏昭、中川克也、田中益浩、森下彰三
- 照明：安河内央之
  - 照明助手：原春男、片嶋一貴、島田元
- 録音：栗林豊彦、岩橋政志、滝澤修、西田健一、榎本一郎
- 編集：鈴木歓、遠山千秋
  - ネガ編集：三陽編集室
- 助監督：田代廣孝、増本千尋、井上淳一、嶋公浩、譜久原尚樹、末永尊之
- 宣伝プロデューサー：丸山富之
- メイク：大石聖子
- スチール：佐々木美智子
- 効果：井橋正美
- タイミング：新井喜久也
- タイトル：道川昭
- 通訳：神谷晶子
- デスク：伊藤孝美
- ガンアドバイザー：BIG SHOT（納富貴久男、唐沢裕一、今関謙一）
- 製作進行：松本裕一
- 製作協力：花田企画
  - 東映化学（現像）
  - (株)日本コダック（フィルム）
  - ARRI/ナック（撮影機材）
  - アオイスタジオ（録音）
  - 富士リース（車輌）
  - 第一衣裳（衣裳）
  - 高津映画装飾（小道具）
  - 京阪商会（持道具）
  - キィギャップ

### 協力
- アイリスメガネ渋谷店
- 学校法人河合塾
- 随園別館
- ヨーガン・レール
- Emy's Shop
- ピースボート
- 早稲田大学シネマ研究会
- 早稲田大学映画研究会
- 早稲田大学テレビ放送研究会
- 早稲田大学演劇倶楽部
- 映画「怒りをうたえ」

### 監督
監督：若松孝二

### 主題歌・挿入歌
- 主題歌「新宿心中」
- 挿入歌「魂の1/2」
  - 作詞阿木燿子　作曲：宇崎竜童　編曲：中村暢之　唄：原田芳雄（東芝EMI）

- 挿入歌「風に吹かれて (ボブ・ディランの曲)」
  - 作詞・作曲：ボブ・ディラン

- 挿入歌「女一代」
  - 作詞・作曲：賀川幸星　編曲：池多孝春　唄：佐賀紀三江

## キャスト
- 原田芳雄（郷田克彦）
- 桃井かおり（李津子）
- 呂㛢菱(ルー・シュウリン)（ヤン・メイラン）
- 山口美也子（今井江里子）
- 斎藤洋介（馬場）
- 西岡徳馬（有本）
- 小倉一郎（三宅）
- 麿赤児（桜田）
- 吉澤健（松井）
- 佐野史郎（菊地）
- 奥村公延
- 草薙良一
- 牧口元美
- 川上泳
- 又野成治(又野誠治)（香港マフィア・チェン）
- 志賀圭二郎、清水宏 (俳優)、上野淳、中沢青六、ヨコヤマヨシヒロ、深沢猛、田辺年秋、山根鉄仙、吉田純、實原邦之、平久保雅史、武井情、池田光男、三澤信夫、伊藤ケンジ、新倉圭一、大河克己、倉崎青児
- 近藤理枝、椎名はるか、飛鳥珠美、詩科陽子、小島さちこ、星野南、森島ちはや、小佐井千夏、ビクトリア・ゴメス、アンジェラ・ブラドフォード、ネジャ・シャニーノ、アナベラ・ドルゥ、ニコラ・オペリンガー、山梨ハナ、早川亜友子、古田純子、上原絵美、米友冴子
- クロキプロ、大野剣友会、劇団東俳
- 外波山文明（制服の巡査）
- 下元史朗（朝鮮料理屋の主人）
- 飯島大介
- 高橋征男
- 山田薫
- 小水一男
- 松島利行
- 梅津和時
- 松田圭司（吉佳一也）
- 賀川幸星
- 佐賀紀三江
- 山谷初男（林紫陽）
- 室田日出男（香港マフィア・リュウ）
- 石橋蓮司（秋川）
- 蟹江敬三（刑事・軍司浚平）

## 受賞
- 第33回ブルーリボン賞（1990年度）
  - 主演男優賞：原田芳雄（浪人街、われに撃つ用意あり）
- 第3回日刊スポーツ映画大賞・石原裕次郎賞（1990年）
  - 主演男優賞：原田芳雄（浪人街、われに撃つ用意あり）
- 第14回日本アカデミー賞[1]
  - 最優秀助演男優賞：石橋蓮司（公園通りの猫たち、浪人街、われに撃つ用意あり）
- 第64回キネマ旬報ベスト・テン（1990年度）第6位
- 第12回ヨコハマ映画祭
  - 第2位
  - 特別大賞：若松孝二、原田芳雄
  - 助演男優賞：蟹江敬三（われに撃つ用意あり、ぼくと、ぼくらの夏）
- 第45回毎日映画コンクール
  - 男優助演賞︰石橋蓮司

## 同時公開
『さわこの恋 上手な嘘の恋愛講座』
- 松竹系配給劇場で1990年11月17日同日2本立て公開
- 学研クリエイティブ、鎌倉スーパーステーション（現・softgarage）
- 監督：広木隆一　主演：斉藤慶子